# Copa del Món de Futbol de 2006
La Copa del Món de la FIFA Alemanya 2006™ (FIFA Fußball-Weltmeisterschaft Deutschland 2006™, en alemany) és la XVIII edició de la Copa del Món de Futbol disputada a Alemanya, entre el 9 de juny i el 9 de juliol de 2006. És el segon cop que s'hi disputa un Campionat del Món de futbol, el primer cop fou la Copa del Món de Futbol 1974 a la llavors Alemanya Occidental.

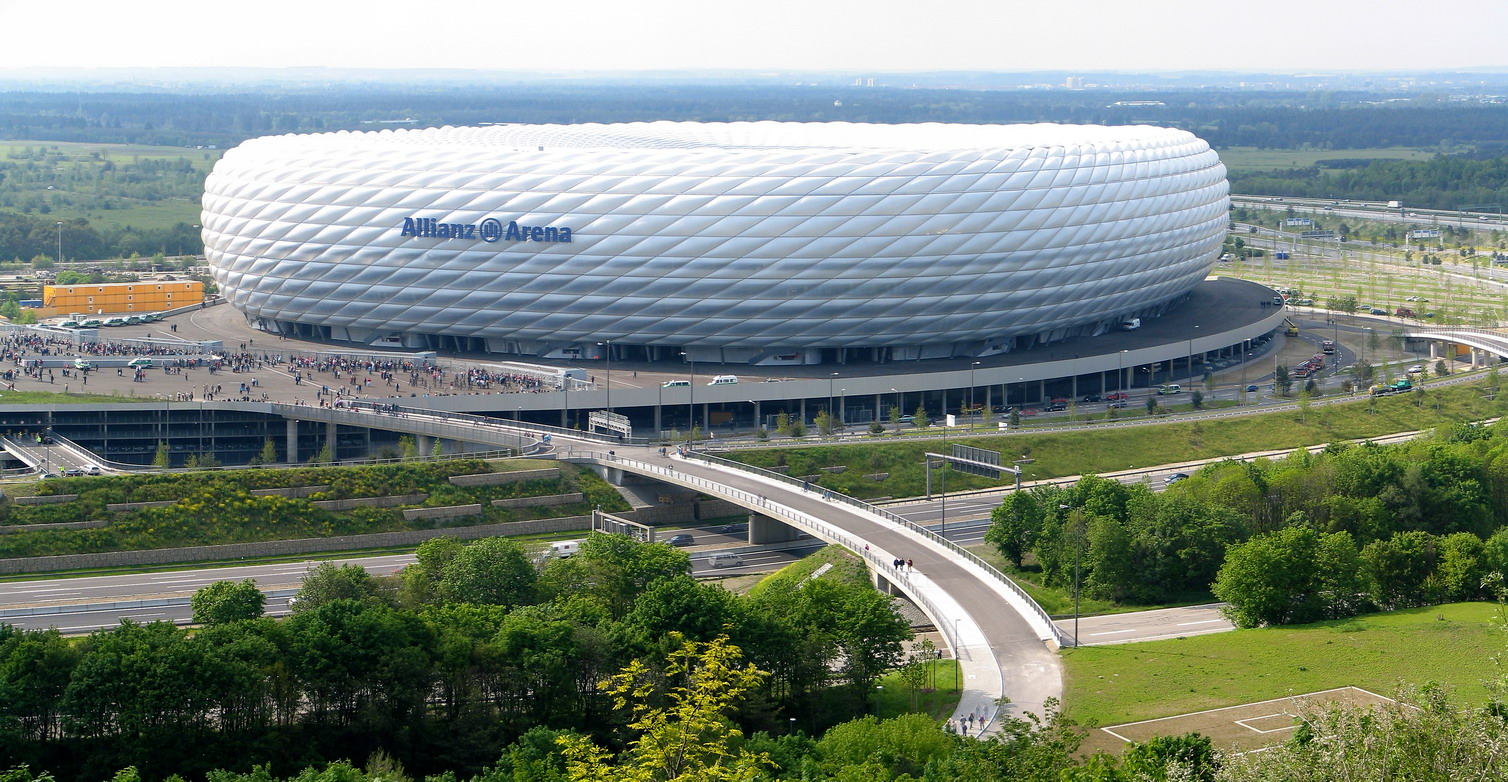
Estadi Allianz Arena de Múnic, seu del partit inaugural

Per a aquest torneig, 197 seleccions (gairebé la totalitat de les pertanyents a la FIFA) van participar en les rondes classificadores, arribant a un nou rècord històrics de participants. D'aquests, 32 equips van participar en la fase final del torneig.
El campionat, que es va iniciar el 9 de juny al nou estadi de l'Allianz Arena de Múnic, va estar compost de dues fases: en la primera, es van conformar 8 grups de 4 equips en cadascun, avançant a la següent ronda els dos millors de cada grup. Els 16 equips classificats es van enfrontar en partits eliminatoris fins que els equips d'Itàlia i França es van enfrontar en la final realitzada en l'Estadi Olímpic de Berlín. Després d'empatar 1:1 en el temps reglamentari, es va realitzar la tanda de penals per a elegir al nou campió, fet que solament havia ocorregut prèviament a la Copa del Món de Futbol 1994. En aquesta ocasió, l'equip Italià va obtenir per quarta vegada el trofeu després de derrotar el combinat gal per 5:3.
El torneig que va ser seguit per més de 32 mil milions de persones al llarg de 207 països el convertiren en un dels esdeveniments mundials més vistos de la història), ha estat considerat com un dels millors de tots els temps, no només a causa de l'organització del torneig sinó també a l'ambient al voltant d'aquest, reflectint el lema: "El món entre amics".
En l'àmbit esportiu, aquesta edició de la Copa Mundial va demostrar novament la supremacia dels equips europeus jugant en el seu continent en depriment dels seus rivals sud-americans (solament a la Copa Mundial de Futbol de 1958 un equip d'Amèrica va guanyar al Vell continent). El torneig a més va presentar una de les taxes de gols més baixes en la història i va trencar el rècord del Mundial amb més nombre de targetes grogues i vermelles.

## Seus
Un total de dotze ciutats han estat seleccionades per a ser seus del Campionat del Món. Alguns estadis han sofert petites millores, mentre que d'altres han estat especialment construïts per aquesta competició, amb una inversió que ha anat des dels 48 als 280 milions d'euros. Els nous estadis han costat més de 1.380 milions d'euros.
Molts estadis van haver de canviar el seu nom durant la competició a "Estadi de la Copa del Món de la FIFA" (FIFA World Cup Stadium), ja que la FIFA prohibí l'exhibició de noms de patrocinadors a les infraestructures llevat que fossin patrocinadors de la mateixa FIFA. Aquests estadis estan escrits en cursiva.
| Berlín                                                      | Múnic, Baviera | Dortmund, Rin del Nord-Westfàlia | Stuttgart, Baden-Württemberg                                 |
| ----------------------------------------------------------- | --- | --- | ------------------------------------------------------------ |
| Olympiastadion                                              | Allianz Arena | Signal Iduna Park | Gottlieb-Daimler-Stadion                                     |
| 52° 30′ 53″ N, 13° 14′ 22″ E / 52.51472°N,13.23944°E        | 48° 13′ 7.59″ N, 11° 37′ 29.11″ E / 48.2187750°N,11.6247528°E                                                                                   | 51° 29′ 33.25″ N, 7° 27′ 6.63″ E / 51.4925694°N,7.4518417°E                                                                                     | 48° 47′ 32.17″ N, 9° 13′ 55.31″ E / 48.7922694°N,9.2320306°E |
| Capacitat: 72.000                                           | Capacitat: 66.000 | Capacitat: 65.000 | Capacitat: 52.000                                            |
|                                                             | | |                                                              |
| Gelsenkirchen, Rin del Nord-Westfàlia                       | BerlínDortmundMúnicStuttgartGelsenkirchenHamburgFrankfurtColòniaHannoverLeipzigKaiserslauternNurembergCopa del Món de Futbol de 2006 (Alemanya) | BerlínDortmundMúnicStuttgartGelsenkirchenHamburgFrankfurtColòniaHannoverLeipzigKaiserslauternNurembergCopa del Món de Futbol de 2006 (Alemanya) | Hamburg                                                      |
| Veltins-Arena                                               | BerlínDortmundMúnicStuttgartGelsenkirchenHamburgFrankfurtColòniaHannoverLeipzigKaiserslauternNurembergCopa del Món de Futbol de 2006 (Alemanya) | BerlínDortmundMúnicStuttgartGelsenkirchenHamburgFrankfurtColòniaHannoverLeipzigKaiserslauternNurembergCopa del Món de Futbol de 2006 (Alemanya) | AOL Arena                                                    |
| 51° 33′ 16.21″ N, 7° 4′ 3.32″ E / 51.5545028°N,7.0675889°E  | BerlínDortmundMúnicStuttgartGelsenkirchenHamburgFrankfurtColòniaHannoverLeipzigKaiserslauternNurembergCopa del Món de Futbol de 2006 (Alemanya) | BerlínDortmundMúnicStuttgartGelsenkirchenHamburgFrankfurtColòniaHannoverLeipzigKaiserslauternNurembergCopa del Món de Futbol de 2006 (Alemanya) | 53° 35′ 13.77″ N, 9° 53′ 55.02″ E / 53.5871583°N,9.8986167°E |
| Capacitat: 52.000                                           | BerlínDortmundMúnicStuttgartGelsenkirchenHamburgFrankfurtColòniaHannoverLeipzigKaiserslauternNurembergCopa del Món de Futbol de 2006 (Alemanya) | BerlínDortmundMúnicStuttgartGelsenkirchenHamburgFrankfurtColòniaHannoverLeipzigKaiserslauternNurembergCopa del Món de Futbol de 2006 (Alemanya) | Capacitat: 50.000                                            |
|                                                             | BerlínDortmundMúnicStuttgartGelsenkirchenHamburgFrankfurtColòniaHannoverLeipzigKaiserslauternNurembergCopa del Món de Futbol de 2006 (Alemanya) | BerlínDortmundMúnicStuttgartGelsenkirchenHamburgFrankfurtColòniaHannoverLeipzigKaiserslauternNurembergCopa del Món de Futbol de 2006 (Alemanya) |                                                              |
| Frankfurt del Main, Hessen                                  | BerlínDortmundMúnicStuttgartGelsenkirchenHamburgFrankfurtColòniaHannoverLeipzigKaiserslauternNurembergCopa del Món de Futbol de 2006 (Alemanya) | BerlínDortmundMúnicStuttgartGelsenkirchenHamburgFrankfurtColòniaHannoverLeipzigKaiserslauternNurembergCopa del Món de Futbol de 2006 (Alemanya) | Kaiserslautern, Renània-Palatinat                            |
| Commerzbank-Arena                                           | BerlínDortmundMúnicStuttgartGelsenkirchenHamburgFrankfurtColòniaHannoverLeipzigKaiserslauternNurembergCopa del Món de Futbol de 2006 (Alemanya) | BerlínDortmundMúnicStuttgartGelsenkirchenHamburgFrankfurtColòniaHannoverLeipzigKaiserslauternNurembergCopa del Món de Futbol de 2006 (Alemanya) | Fritz-Walter-Stadion                                         |
| 50° 4′ 6.86″ N, 8° 38′ 43.65″ E / 50.0685722°N,8.6454583°E  | BerlínDortmundMúnicStuttgartGelsenkirchenHamburgFrankfurtColòniaHannoverLeipzigKaiserslauternNurembergCopa del Món de Futbol de 2006 (Alemanya) | BerlínDortmundMúnicStuttgartGelsenkirchenHamburgFrankfurtColòniaHannoverLeipzigKaiserslauternNurembergCopa del Món de Futbol de 2006 (Alemanya) | 49° 26′ 4.96″ N, 7° 46′ 35.24″ E / 49.4347111°N,7.7764556°E  |
| Capacitat: 48.000                                           | BerlínDortmundMúnicStuttgartGelsenkirchenHamburgFrankfurtColòniaHannoverLeipzigKaiserslauternNurembergCopa del Món de Futbol de 2006 (Alemanya) | BerlínDortmundMúnicStuttgartGelsenkirchenHamburgFrankfurtColòniaHannoverLeipzigKaiserslauternNurembergCopa del Món de Futbol de 2006 (Alemanya) | Capacitat: 46.000                                            |
|                                                             | BerlínDortmundMúnicStuttgartGelsenkirchenHamburgFrankfurtColòniaHannoverLeipzigKaiserslauternNurembergCopa del Món de Futbol de 2006 (Alemanya) | BerlínDortmundMúnicStuttgartGelsenkirchenHamburgFrankfurtColòniaHannoverLeipzigKaiserslauternNurembergCopa del Món de Futbol de 2006 (Alemanya) |                                                              |
| Colònia, Rin del Nord-Westfàlia                             | Hannover, Baixa Saxònia | Leipzig, Saxònia | Nuremberg, Baviera                                           |
| RheinEnergieStadion                                         | AWD-Arena | Zentralstadion | easyCredit-Stadion                                           |
| 50° 56′ 0.59″ N, 6° 52′ 29.99″ E / 50.9334972°N,6.8749972°E | 52° 21′ 36.24″ N, 9° 43′ 52.31″ E / 52.3600667°N,9.7311972°E                                                                                    | 51° 20′ 44.86″ N, 12° 20′ 53.59″ E / 51.3457944°N,12.3482194°E                                                                                  | 49° 25′ 34″ N, 11° 7′ 33″ E / 49.42611°N,11.12583°E          |
| Capacitat: 45.000                                           | Capacitat: 43.000 | Capacitat: 43.000 | Capacitat: 41.000                                            |
|                                                             | | |                                                              |

## Equips participants

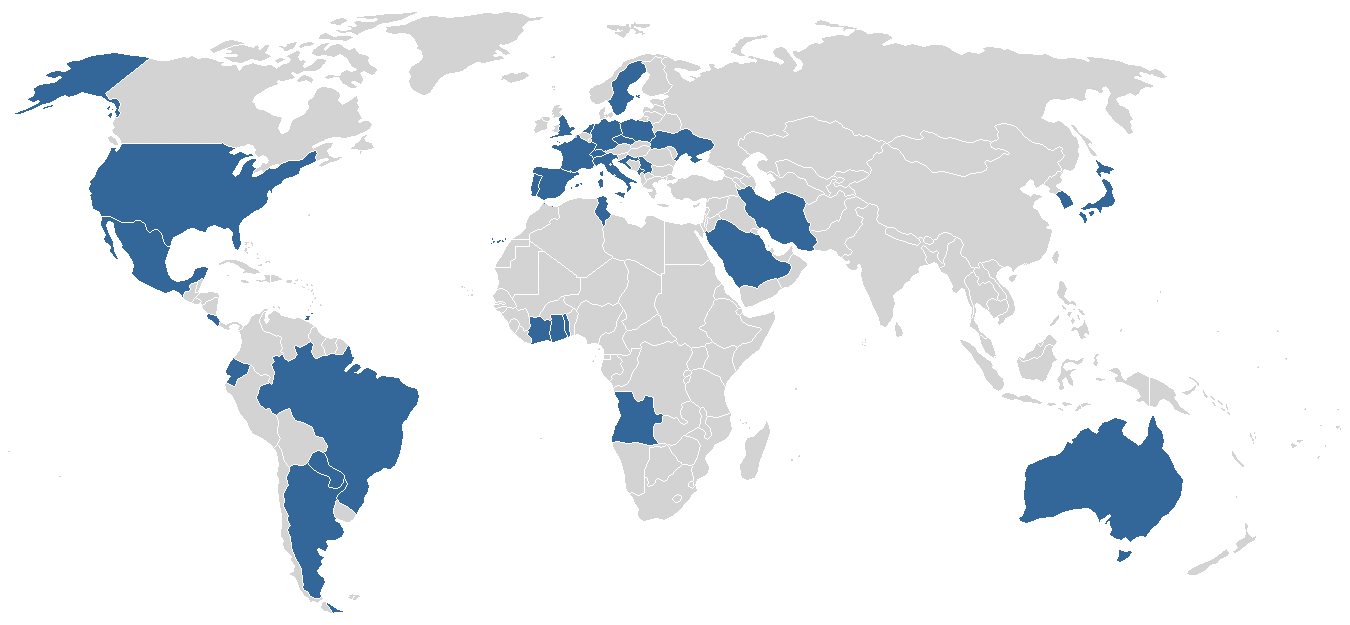
Equips classificats

Per a aquest torneig han pres part un total de 197 seleccions, de les més de dues-centes que formen part de la FIFA, rècord d'inscrits fins al moment. De les diferents fases de qualificació han sortit les trenta-una seleccions classificades per la fase final (13 d'Europa, 4 d'Amèrica del Nord, 4 de Sud-amèrica, 4 d'Àsia, 5 d'Àfrica i 1 d'Oceania), juntament amb Alemanya, com a país organitzador.
- Vegeu l'article separat: Classificació de la Copa del Món de futbol 2006.

Aquestes seleccions han estat dividides en 8 grups de quatre equips que s'enfronten tots contra tots per seleccionar dos equips per grup que passen a la segona ronda. Aquests setze equips s'enfronten en eliminatòries directes en les fases de vuitens de final, quarts de final semifinals per arribar a la final a disputar a l'Estadi Olímpic de Berlín el dia 9 de juliol per les dues millors seleccions.
La llista de les seleccions classificades, ordenades per confederació és la següent:
| Àfrica (CAF) - Angola - Costa d'Ivori - Ghana - Togo - Tunísia Amèrica del Nord, Central i Carib (CONCACAF) - Costa Rica - Estats Units - Mèxic - Trinitat i Tobago Amèrica del Sud (CONMEBOL) - Argentina - Brasil - Equador - Paraguai Oceania (OFC) - Austràlia | Àsia (AFC) - Aràbia Saudita - Corea del Sud - Iran - Japó Europa (UEFA) - Alemanya - Anglaterra - Croàcia - Espanya - França - Itàlia - Països Baixos - Polònia - Portugal - República Txeca - Sèrbia i Montenegro - Suècia - Suïssa - Ucraïna |

Entre les absències més destacades cal esmentar, Turquia (tercera a l'edició anterior), Grècia (campiona d'Europa), Dinamarca, Rússia i Bèlgica a Europa, Camerun, Egipte i Nigèria a Àfrica, o la doble campiona del món Uruguai a Amèrica.

## Plantilles
- Per a la informació de les plantilles de les seleccions classificades per a la Copa del Món de Futbol 2006 vegeu l'article separat: Plantilles de la Copa del Món de futbol 2006.[15]

## Àrbitres
Per a aquesta competició, inicialment foren escollits 23 àrbitres professionals d'un total de 44. Tres d'ells, el guatemalenc Carlos Batres, el grec Kyros Vasaras i l'espanyol Manuel Mejuto González van renunciar per problemes de salut, essent substituïts per l'italià Roberto Rosetti, l'espanyol Luis Medina Cantalejo i el mexicà Marco Rodríguez. Més tard, l'italià Massimo De Santis fou suspès per la FIFA a causa de les irregularitats detectades al campionat de lliga italià, i el jamaicà Peter Prendergast es va lesionar poc abans d'iniciar la competició. No foren substituïts i la llista definitiva quedà reduïda a 21.
| - Markus Merk - Horacio Elizondo - Mark Shield - Frank De Bleeckere - Coffi Codjia - Carlos Simon - Óscar Julián Ruiz | - Ľuboš Micheľ - Luis Medina Cantalejo - Esam El Deen Abd El Fatah - Eric Poulat - Roberto Rosetti - Graham Poll - Toru Kamikawa | - Valentin Ivanov - Armando Archundia - Marco Rodríguez - Carlos Amarilla - Shamsul Maidin - Massimo Busacca - Jorge Luis Larrionda |

## Resultats

### Primera fase

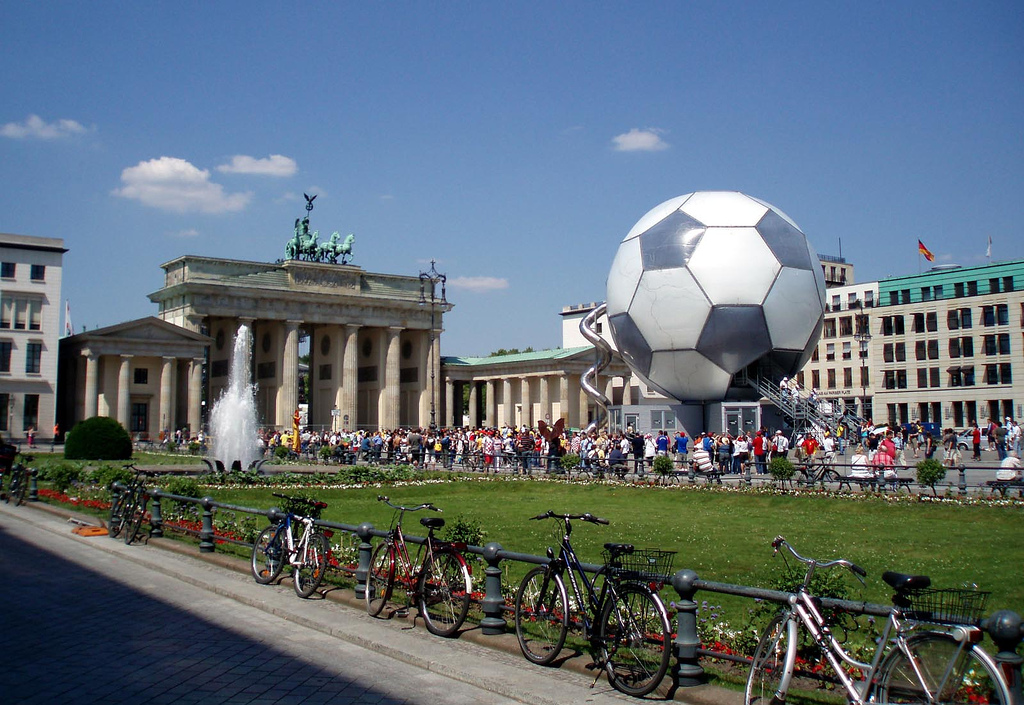
Porta de Brandenburg, a Berlín, durant el campionat.

Els horaris corresponen a l'hora d'Alemanya (Zona horària; UTC+2)

#### Llegenda
En les taules següents:
- Pts = Punts totals
- PJ = Partits jugats
- PG = Partits guanyats
- PE = Partits empatats
- PP = Partits perduts
- GF = Gols a favor
- GC = Gols en contra
- DG = Diferència de gols (GF-GC)
- MVP = Jugador del partit (escollit de forma oficial per l'organització)
- Ressaltat en verd = Equip classificat per a la segona fase.
- Ressaltat en vermell = Equip sense possibilitats de passar a la segona fase (eliminat).

#### Grup A
| Equip      | Pts | PJ | PG | PE | PP | GF | GC | DG |
| ---------- | --- | -- | -- | -- | -- | -- | -- | -- |
| Alemanya   | 9   | 3  | 3  | 0  | 0  | 8  | 2  | +6 |
| Equador    | 6   | 3  | 2  | 0  | 1  | 5  | 3  | +2 |
| Polònia    | 3   | 3  | 1  | 0  | 2  | 2  | 4  | -2 |
| Costa Rica | 0   | 3  | 0  | 0  | 3  | 3  | 9  | -6 |

| 9 de juny de 2006 18:00                |     |                   |                                                                                             |
| Alemanya                               | 4-2 | Costa Rica        | Allianz Arena (Múnic) Assistència: 64.950 espectadors Àrbitre: Horacio Elizondo (Argentina) |
| Lahm 6' Klose 17', 61', MVP Frings 87' |     | Wanchope 12', 73' | Allianz Arena (Múnic) Assistència: 64.950 espectadors Àrbitre: Horacio Elizondo (Argentina) |

| 9 de juny de 2006 21:00 |     |                                 |                                                                                             |
| Polònia                 | 0-2 | Equador                         | Veltins-Arena (Gelsenkirchen) Assistència: 54.000 espectadors Àrbitre: Toru Kamikawa (Japó) |
|                         |     | C. Tenorio 24' Delgado 80', MVP | Veltins-Arena (Gelsenkirchen) Assistència: 54.000 espectadors Àrbitre: Toru Kamikawa (Japó) |

| 14 de juny de 2006 21:00 |     |         |                                                                                                   |
| Alemanya                 | 1-0 | Polònia | Signal Iduna Park (Dortmund) Assistència: 65.000 espectadors Àrbitre: Luis Medina Cant. (Espanya) |
| Neuville 91+' Lahm MVP   |     |         | Signal Iduna Park (Dortmund) Assistència: 65.000 espectadors Àrbitre: Luis Medina Cant. (Espanya) |

| 15 de juny de 2006 15:00                     |     |            |                                                                                   |
| Equador                                      | 3-0 | Costa Rica | AOL Arena (Hamburg) Assistència: 50.000 espectadors Àrbitre: Coffi Codjia (Benín) |
| C. Tenorio 8' Delgado 54', MVP Kaviedes 92+' |     |            | AOL Arena (Hamburg) Assistència: 50.000 espectadors Àrbitre: Coffi Codjia (Benín) |

| 20 de juny de 2006 16:00 |     |                                        |                                                                                              |
| Equador                  | 0-3 | Alemanya                               | Olympiastadion (Berlín) Assistència: 72.000 espectadors Àrbitre: Valentin V. Ivanov (Rússia) |
|                          |     | Klose 4', 44' Podolski 57' Ballack MVP | Olympiastadion (Berlín) Assistència: 72.000 espectadors Àrbitre: Valentin V. Ivanov (Rússia) |

| 20 de juny de 2006 16:00 |     |                       |                                                                                         |
| Costa Rica               | 1-2 | Polònia               | AWD-Arena (Hannover) Assistència: 43.000 espectadors Àrbitre: Shamsul Maidin (Singapur) |
| Gómez 25'                |     | Bosacki 33', 65', MVP | AWD-Arena (Hannover) Assistència: 43.000 espectadors Àrbitre: Shamsul Maidin (Singapur) |

#### Grup B
| Equip             | Pts | PJ | PG | PE | PP | GF | GC | DG |
| ----------------- | --- | -- | -- | -- | -- | -- | -- | -- |
| Anglaterra        | 7   | 3  | 2  | 1  | 0  | 5  | 2  | +3 |
| Suècia            | 5   | 3  | 1  | 2  | 0  | 3  | 2  | +1 |
| Paraguai          | 3   | 3  | 1  | 0  | 2  | 2  | 2  | 0  |
| Trinitat i Tobago | 1   | 3  | 0  | 1  | 2  | 0  | 4  | -4 |

| 10 de juny de 2006 15:00    |     |          |                                                                                                |
| Anglaterra                  | 1-0 | Paraguai | Commerzbank-Arena (Frankfurt) Assistència: 48.000 espectadors Àrbitre: Marco Rodríguez (Mèxic) |
| Gamarra 4' (pp) Lampard MVP |     |          | Commerzbank-Arena (Frankfurt) Assistència: 48.000 espectadors Àrbitre: Marco Rodríguez (Mèxic) |

| 10 de juny de 2006 18:00 |     |        |                                                                                                 |
| Trinitat i Tobago        | 0-0 | Suècia | Signal Iduna Park (Dortmund) Assistència: 63.000 espectadors Àrbitre: Shamsul Maidin (Singapur) |
| Yorke MVP                |     |        | Signal Iduna Park (Dortmund) Assistència: 63.000 espectadors Àrbitre: Shamsul Maidin (Singapur) |

| 15 de juny de 2006 18:00            |     |                   |                                                                                          |
| Anglaterra                          | 2-0 | Trinitat i Tobago | Frankenstadion (Nuremberg) Assistència: 41.000 espectadors Àrbitre: Toru Kamikawa (Japó) |
| Crouch 83' Gerrard 91+' Beckham MVP |     |                   | Frankenstadion (Nuremberg) Assistència: 41.000 espectadors Àrbitre: Toru Kamikawa (Japó) |

| 15 de juny de 2006 21:00 |     |          |                                                                                            |
| Suècia                   | 1-0 | Paraguai | Olympiastadion (Berlín) Assistència: 72.000 espectadors Àrbitre: Lubos Michel (Eslovàquia) |
| Ljungberg 89', MVP       |     |          | Olympiastadion (Berlín) Assistència: 72.000 espectadors Àrbitre: Lubos Michel (Eslovàquia) |

| 20 de juny de 2006 21:00 |     |                              |                                                                                                 |
| Suècia                   | 2-2 | Anglaterra                   | RheinEnergieStadion (Colònia) Assistència: 45.000 espectadors Àrbitre: Massimo Busacca (Suïssa) |
| Allbäck 51' Larsson 90'  |     | J. Cole 34', MVP Gerrard 85' | RheinEnergieStadion (Colònia) Assistència: 45.000 espectadors Àrbitre: Massimo Busacca (Suïssa) |

| 20 de juny de 2006 21:00                  |     |                   | |
| Paraguai                                  | 2-0 | Trinitat i Tobago | Fritz-Walter-Stadion (Kaiserslautern) Assistència: 46.000 espectadors Àrbitre: Roberto Rosetti (Itàlia) |
| Sancho 25' (pp) Cuevas 86' Dos Santos MVP |     |                   | Fritz-Walter-Stadion (Kaiserslautern) Assistència: 46.000 espectadors Àrbitre: Roberto Rosetti (Itàlia) |

#### Grup C
| Equip               | Pts | PJ | PG | PE | PP | GF | GC | DG |
| ------------------- | --- | -- | -- | -- | -- | -- | -- | -- |
| Argentina           | 7   | 3  | 2  | 1  | 0  | 8  | 1  | +7 |
| Països Baixos       | 7   | 3  | 2  | 1  | 0  | 3  | 1  | +2 |
| Costa d'Ivori       | 3   | 3  | 1  | 0  | 2  | 5  | 6  | -1 |
| Sèrbia i Montenegro | 0   | 3  | 0  | 0  | 3  | 2  | 10 | -8 |

| 10 de juny de 2006 21:00    |     |               |                                                                                           |
| Argentina                   | 2-1 | Costa d'Ivori | AOL Arena (Hamburg) Assistència: 49.480 espectadors Àrbitre: Frank De Bleeckere (Bèlgica) |
| Crespo 24' Saviola 38', MVP |     | Drogba 82'    | AOL Arena (Hamburg) Assistència: 49.480 espectadors Àrbitre: Frank De Bleeckere (Bèlgica) |

| 11 de juny de 2006 15:00 |     |                 |                                                                                          |
| Sèrbia i Montenegro      | 0-1 | Països Baixos   | Zentralstadion (Leipzig) Assistència: 37.216 espectadors Àrbitre: Markus Merk (Alemanya) |
|                          |     | Robben 18', MVP | Zentralstadion (Leipzig) Assistència: 37.216 espectadors Àrbitre: Markus Merk (Alemanya) |

| 16 de juny de 2006 15:00                                                         |     |                     |                                                                                                 |
| Argentina                                                                        | 6-0 | Sèrbia i Montenegro | Veltins-Arena (Gelsenkirchen) Assistència: 52.000 espectadors Àrbitre: Roberto Rosetti (Itàlia) |
| Maxi Rodríguez 6', 41' Cambiasso 31' Crespo 78' Tévez 84' Messi 88' Riquelme MVP |     |                     | Veltins-Arena (Gelsenkirchen) Assistència: 52.000 espectadors Àrbitre: Roberto Rosetti (Itàlia) |

| 16 de juny de 2006 18:00                     |     |               | |
| Països Baixos                                | 2-1 | Costa d'Ivori | Gottlieb-Daimler-Stadion (Stuttgart) Assistència: 52.000 espectadors Àrbitre: Óscar Ruiz (Colòmbia) |
| van Persie 23' van Nistelrooy 27' Robben MVP |     | B. Koné 39'   | Gottlieb-Daimler-Stadion (Stuttgart) Assistència: 52.000 espectadors Àrbitre: Óscar Ruiz (Colòmbia) |

| 21 de juny de 2006 21:00 |     |           | |
| Països Baixos            | 0-0 | Argentina | Commerzbank-Arena (Frankfurt) Assistència: 48.000 espectadors Àrbitre: Luis Medina Cant. (Espanya) |
| Tévez MVP                |     |           | Commerzbank-Arena (Frankfurt) Assistència: 48.000 espectadors Àrbitre: Luis Medina Cant. (Espanya) |

| 21 de juny de 2006 21:00                |     |                     |                                                                                        |
| Costa d'Ivori                           | 3-2 | Sèrbia i Montenegro | Allianz Arena (Múnic) Assistència: 66.000 espectadors Àrbitre: Marco Rodríguez (Mèxic) |
| Dindane 37' (p), 67', MVP Kalou 86' (p) |     | Žigić 10' Ilić 20'  | Allianz Arena (Múnic) Assistència: 66.000 espectadors Àrbitre: Marco Rodríguez (Mèxic) |

#### Grup D
| Equip    | Pts | PJ | PG | PE | PP | GF | GC | DG |
| -------- | --- | -- | -- | -- | -- | -- | -- | -- |
| Portugal | 9   | 3  | 3  | 0  | 0  | 5  | 1  | +4 |
| Mèxic    | 4   | 3  | 1  | 1  | 1  | 4  | 3  | +1 |
| Angola   | 2   | 3  | 0  | 2  | 1  | 1  | 2  | -1 |
| Iran     | 1   | 3  | 0  | 1  | 2  | 2  | 6  | -4 |

| 11 de juny de 2006 18:00      |     |                  |                                                                                              |
| Mèxic                         | 3-1 | Iran             | Frankenstadion (Nuremberg) Assistència: 41.000 espectadors Àrbitre: Roberto Rosetti (Itàlia) |
| Bravo 28', 76', MVP Zinha 79' |     | Golmohammadi 36' | Frankenstadion (Nuremberg) Assistència: 41.000 espectadors Àrbitre: Roberto Rosetti (Itàlia) |

| 11 de juny de 2006 21:00 |     |                     |                                                                                                  |
| Angola                   | 0-1 | Portugal            | RheinEnergieStadion (Colònia) Assistència: 45.000 espectadors Àrbitre: Jorge Larrionda (Uruguai) |
|                          |     | Pauleta 4' Figo MVP | RheinEnergieStadion (Colònia) Assistència: 45.000 espectadors Àrbitre: Jorge Larrionda (Uruguai) |

| 16 de juny de 2006 21:00 |     |             |                                                                                         |
| Mèxic                    | 0-0 | Angola      | AWD-Arena (Hannover) Assistència: 43.000 espectadors Àrbitre: Shamsul Maidin (Singapur) |
|                          |     | Ricardo MVP | AWD-Arena (Hannover) Assistència: 43.000 espectadors Àrbitre: Shamsul Maidin (Singapur) |

| 17 de juny de 2006 15:00         |     |      |                                                                                             |
| Portugal                         | 2-0 | Iran | Commerzbank-Arena (Frankfurt) Assistència: 48.000 espectadors Àrbitre: Eric Poulat (França) |
| Deco 63', MVP C. Ronaldo 79' (p) |     |      | Commerzbank-Arena (Frankfurt) Assistència: 48.000 espectadors Àrbitre: Eric Poulat (França) |

| 21 de juny de 2006 16:00 |     |                  |                                                                                                  |
| Portugal                 | 2-1 | Mèxic            | Veltins-Arena (Gelsenkirchen) Assistència: 52.000 espectadors Àrbitre: Ľuboš Micheľ (Eslovàquia) |
| Maniche 6' Simão 24' (p) |     | Fonseca 29', MVP | Veltins-Arena (Gelsenkirchen) Assistència: 52.000 espectadors Àrbitre: Ľuboš Micheľ (Eslovàquia) |

| 21 de juny de 2006 16:00 |     |                           |                                                                                           |
| Iran                     | 1-1 | Angola                    | Zentralstadion (Leipzig) Assistència: 38.000 espectadors Àrbitre: Mark Shield (Austràlia) |
| Bakhtiarizadeh 75'       |     | Flávio 60' Ze Kalanga MVP | Zentralstadion (Leipzig) Assistència: 38.000 espectadors Àrbitre: Mark Shield (Austràlia) |

#### Grup E
| Equip           | Pts | PJ | PG | PE | PP | GF | GC | DG |
| --------------- | --- | -- | -- | -- | -- | -- | -- | -- |
| Itàlia          | 7   | 3  | 2  | 1  | 0  | 5  | 1  | +4 |
| Ghana           | 6   | 3  | 2  | 0  | 1  | 4  | 3  | +1 |
| República Txeca | 3   | 3  | 1  | 0  | 2  | 3  | 4  | -1 |
| Estats Units    | 1   | 3  | 0  | 1  | 2  | 2  | 6  | -4 |

| 12 de juny de 2006 18:00 |     |                                 |                                                                                                   |
| Estats Units             | 0-3 | República Txeca                 | Veltins-Arena (Gelsenkirchen) Assistència: 52.000 espectadors Àrbitre: Carlos Amarilla (Paraguai) |
|                          |     | Koller 5' Rosický 36', 76', MVP | Veltins-Arena (Gelsenkirchen) Assistència: 52.000 espectadors Àrbitre: Carlos Amarilla (Paraguai) |

| 12 de juny de 2006 21:00    |     |       |                                                                                             |
| Itàlia                      | 2-0 | Ghana | AWD-Arena (Hannover) Assistència: 43.000 espectadors Àrbitre: Carlos Eugênio Simon (Brasil) |
| Pirlo 40', MVP Iaquinta 83' |     |       | AWD-Arena (Hannover) Assistència: 43.000 espectadors Àrbitre: Carlos Eugênio Simon (Brasil) |

| 17 de juny de 2006 18:00 |     |                                | |
| República Txeca          | 0-2 | Ghana                          | RheinEnergieStadion (Colònia) Assistència: 45.000 espectadors Àrbitre: Horacio Elizondo (Argentina) |
|                          |     | Gyan 2' Muntari 82' Essien MVP | RheinEnergieStadion (Colònia) Assistència: 45.000 espectadors Àrbitre: Horacio Elizondo (Argentina) |

| 17 de juny de 2006 21:00 |     |                              | |
| Itàlia                   | 1-1 | Estats Units                 | Fritz-Walter-Stadion (Kaiserslautern) Assistència: 46.000 espectadors Àrbitre: Jorge Larrionda (Uruguay) |
| Gilardino 22'            |     | Zaccardo 27' (pp) Keller MVP | Fritz-Walter-Stadion (Kaiserslautern) Assistència: 46.000 espectadors Àrbitre: Jorge Larrionda (Uruguay) |

| 22 de juny de 2006 16:00 |     |                                |                                                                                       |
| República Txeca          | 0-2 | Itàlia                         | AOL Arena (Hamburg) Assistència: 50.000 espectadors Àrbitre: Benito Archundia (Mèxic) |
|                          |     | Materazzi 26', MVP Inzaghi 87' | AOL Arena (Hamburg) Assistència: 50.000 espectadors Àrbitre: Benito Archundia (Mèxic) |

| 22 de juny de 2006 16:00         |     |              |                                                                                            |
| Ghana                            | 2-1 | Estats Units | Frankenstadion (Nuremberg) Assistència: 41.000 espectadors Àrbitre: Markus Merk (Alemanya) |
| Dramani 22' Appiah 45+' (p), MVP |     | Dempsey 43'  | Frankenstadion (Nuremberg) Assistència: 41.000 espectadors Àrbitre: Markus Merk (Alemanya) |

#### Grup F
| Equip     | Pts | PJ | PG | PE | PP | GF | GC | DG |
| --------- | --- | -- | -- | -- | -- | -- | -- | -- |
| Brasil    | 9   | 3  | 3  | 0  | 0  | 7  | 1  | +6 |
| Austràlia | 4   | 3  | 1  | 1  | 1  | 5  | 5  | 0  |
| Croàcia   | 2   | 3  | 0  | 2  | 1  | 2  | 3  | -1 |
| Japó      | 1   | 3  | 0  | 1  | 2  | 2  | 7  | -5 |

| 12 de juny de 2006 15:00         |     |              | |
| Austràlia                        | 3-1 | Japó         | Fritz Walter Stadion (Kaiserslautern) Assistència: 46.000 espectadors Àrbitre: Essam Abd El Fatah (Egipte) |
| Cahill 84', 89', MVP Aloisi 92+' |     | Nakamura 26' | Fritz Walter Stadion (Kaiserslautern) Assistència: 46.000 espectadors Àrbitre: Essam Abd El Fatah (Egipte) |

| 13 de juny de 2006 21:00 |     |         |                                                                                           |
| Brasil                   | 1-0 | Croàcia | Olympiastadion (Berlín) Assistència: 72.000 espectadors Àrbitre: Benito Archundia (Mèxic) |
| Kaká 44', MVP            |     |         | Olympiastadion (Berlín) Assistència: 72.000 espectadors Àrbitre: Benito Archundia (Mèxic) |

| 18 de juny de 2006 15:00 |     |         |                                                                                                  |
| Japó                     | 0-0 | Croàcia | Frankenstadion (Nuremberg) Assistència: 41.000 espectadors Àrbitre: Frank de Bleeckere (Bèlgica) |
| Nakata MVP               |     |         | Frankenstadion (Nuremberg) Assistència: 41.000 espectadors Àrbitre: Frank de Bleeckere (Bèlgica) |

| 18 de juny de 2006 18:00            |     |           |                                                                                       |
| Brasil                              | 2-0 | Austràlia | Allianz Arena (Múnic) Assistència: 66.000 espectadors Àrbitre: Markus Merk (Alemanya) |
| Adriano 49' Fred 90' Ze Roberto MVP |     |           | Allianz Arena (Múnic) Assistència: 66.000 espectadors Àrbitre: Markus Merk (Alemanya) |

| 22 de juny de 2006 21:00 |     |                                                 |                                                                                            |
| Japó                     | 1-4 | Brasil                                          | Signal Iduna Park (Dortmund) Assistència: 65.000 espectadors Àrbitre: Eric Poulat (França) |
| Tamada 34'               |     | Ronaldo 46+', 81', MVP Juninho 53' Gilberto 59' | Signal Iduna Park (Dortmund) Assistència: 65.000 espectadors Àrbitre: Eric Poulat (França) |

| 22 de juny de 2006 21:00 |     |                               | |
| Croàcia                  | 2-2 | Austràlia                     | Gottlieb-Daimler-Stadion (Stuttgart) Assistència: 52.000 espectadors Àrbitre: Graham Poll (Anglaterra) |
| Srna 2' N. Kovač 56'     |     | Moore 38' (p) Kewell 79', MVP | Gottlieb-Daimler-Stadion (Stuttgart) Assistència: 52.000 espectadors Àrbitre: Graham Poll (Anglaterra) |

#### Grup G
| Equip         | Pts | PJ | PG | PE | PP | GF | GC | DG |
| ------------- | --- | -- | -- | -- | -- | -- | -- | -- |
| Suïssa        | 7   | 3  | 2  | 1  | 0  | 4  | 0  | +4 |
| França        | 5   | 3  | 1  | 2  | 0  | 3  | 1  | +1 |
| Corea del Sud | 4   | 3  | 1  | 1  | 1  | 3  | 4  | -1 |
| Togo          | 0   | 3  | 0  | 0  | 3  | 1  | 6  | -5 |

| 13 de juny de 2006 15:00                |     |           |                                                                                                 |
| Corea del Sud                           | 2-1 | Togo      | Commerzbank-Arena (Frankfurt) Assistència: 48.000 espectadors Àrbitre: Graham Poll (Anglaterra) |
| Lee Chun-Soo 54' Ahn Jung-Hwan 72', MVP |     | Kader 31' | Commerzbank-Arena (Frankfurt) Assistència: 48.000 espectadors Àrbitre: Graham Poll (Anglaterra) |

| 13 de juny de 2006 18:00 |     |        | |
| França                   | 0-0 | Suïssa | Gottlieb-Daimler-Stadion (Stuttgart) Assistència: 54.267 espectadors Àrbitre: Valentin V. Ivanov (Rússia) |
| Makelele MVP             |     |        | Gottlieb-Daimler-Stadion (Stuttgart) Assistència: 54.267 espectadors Àrbitre: Valentin V. Ivanov (Rússia) |

| 18 de juny de 2006 21:00 |     |                       |                                                                                            |
| França                   | 1-1 | Corea del Sud         | Zentralstadion (Leipzig) Assistència: 43.000 espectadors Àrbitre: Benito Archundia (Mèxic) |
| Henry 9'                 |     | Park Ji-Sung 81', MVP | Zentralstadion (Leipzig) Assistència: 43.000 espectadors Àrbitre: Benito Archundia (Mèxic) |

| 19 de juny de 2006 15:00 |     |                            |                                                                                                  |
| Togo                     | 0-2 | Suïssa                     | Signal Iduna Park (Dortmund) Assistència: 65.000 espectadors Àrbitre: Carlos Amarilla (Paraguai) |
|                          |     | Frei 16', MVP Barnetta 88' | Signal Iduna Park (Dortmund) Assistència: 65.000 espectadors Àrbitre: Carlos Amarilla (Paraguai) |

| 23 de juny de 2006 21:00 |     |                           |                                                                                                  |
| Togo                     | 0-2 | França                    | RheinEnergieStadion (Colònia) Assistència: 45.000 espectadors Àrbitre: Jorge Larrionda (Uruguai) |
|                          |     | Vieira 55', MVP Henry 61' | RheinEnergieStadion (Colònia) Assistència: 45.000 espectadors Àrbitre: Jorge Larrionda (Uruguai) |

| 23 de juny de 2006 21:00   |     |               |                                                                                            |
| Suïssa                     | 2-0 | Corea del Sud | AWD-Arena (Hannover) Assistència: 43.000 espectadors Àrbitre: Horacio Elizondo (Argentina) |
| Senderos 23' Frei 77', MVP |     |               | AWD-Arena (Hannover) Assistència: 43.000 espectadors Àrbitre: Horacio Elizondo (Argentina) |

#### Grup H
| Equip          | Pts | PJ | PG | PE | PP | GF | GC | DG |
| -------------- | --- | -- | -- | -- | -- | -- | -- | -- |
| Espanya        | 9   | 3  | 3  | 0  | 0  | 8  | 1  | +7 |
| Ucraïna        | 6   | 3  | 2  | 0  | 1  | 5  | 4  | +1 |
| Tunísia        | 1   | 3  | 0  | 1  | 2  | 3  | 6  | -3 |
| Aràbia Saudita | 1   | 3  | 0  | 1  | 2  | 2  | 7  | -5 |

| 14 de juny de 2006 15:00                          |     |         |                                                                                            |
| Espanya                                           | 4-0 | Ucraïna | Zentralstadion (Leipzig) Assistència: 43.000 espectadors Àrbitre: Massimo Busacca (Suïssa) |
| Alonso 13' Villa 17', 48' (p) Torres 81' Xavi MVP |     |         | Zentralstadion (Leipzig) Assistència: 43.000 espectadors Àrbitre: Massimo Busacca (Suïssa) |

| 14 de juny de 2006 18:00   |     |                             |                                                                                        |
| Tunísia                    | 2-2 | Aràbia Saudita              | Allianz Arena (Múnic) Assistència: 66.000 espectadors Àrbitre: Mark Shield (Austràlia) |
| Jaziri 23', MVP Jaïdi 92+' |     | Al Qahtani 57' Al Jaber 84' | Allianz Arena (Múnic) Assistència: 66.000 espectadors Àrbitre: Mark Shield (Austràlia) |

| 19 de juny de 2006 18:00 |     |                                                         |                                                                                       |
| Aràbia Saudita           | 0-4 | Ucraïna                                                 | AOL Arena (Hamburg) Assistència: 50.000 espectadors Àrbitre: Graham Poll (Anglaterra) |
|                          |     | Rusol 4' Rebrov 36' Xevtxenko 46' Kalinichenko 84', MVP | AOL Arena (Hamburg) Assistència: 50.000 espectadors Àrbitre: Graham Poll (Anglaterra) |

| 19 de juny de 2006 21:00                    |     |          | |
| Espanya                                     | 3-1 | Tunísia  | Gottlieb-Daimler-Stadion (Stuttgart) Assistència: 52.000 espectadors Àrbitre: Carlos Eugênio Simon (Brasil) |
| Raúl 71' Torres 76', 90'(p) Xabi Alonso MVP |     | Mnari 8' | Gottlieb-Daimler-Stadion (Stuttgart) Assistència: 52.000 espectadors Àrbitre: Carlos Eugênio Simon (Brasil) |

| 23 de juny de 2006 16:00 |     |                  | |
| Aràbia Saudita           | 0-1 | Espanya          | Fritz Walter Stadion (Kaiserslautern) Assistència: 46.000 espectadors Àrbitre: Coffi Codjia (Benin) |
|                          |     | Juanito 36', MVP | Fritz Walter Stadion (Kaiserslautern) Assistència: 46.000 espectadors Àrbitre: Coffi Codjia (Benin) |

| 23 de juny de 2006 16:00        |     |         |                                                                                             |
| Ucraïna                         | 1-0 | Tunísia | Olympiastadion (Berlín) Assistència: 72.000 espectadors Àrbitre: Carlos Amarilla (Paraguai) |
| Xevtxenko 70' (p) Tymoschuk MVP |     |         | Olympiastadion (Berlín) Assistència: 72.000 espectadors Àrbitre: Carlos Amarilla (Paraguai) |

### Segona fase
|  | Vuitens de final            | Vuitens de final            |                         |       | Quarts de final | Quarts de final |                         |                         | Semifinals | Semifinals |  |  | Final | Final |
|  |                             |                             |                         |       |                 |                 |                         |                         |            |            |  |  |       |       |
|  | 24 de juny - Múnic          |                             |                         |       |                 |                 |                         |                         |            |            |  |  |       |       |
|  |                             |                             |                         |       |                 |                 |                         |                         |            |            |  |  |       |       |
|  | Alemanya                    | 2                           |                         |       |                 |                 |                         |                         |            |            |  |  |       |       |
|  | Alemanya                    | 2                           | 30 de juny - Berlín     |       |                 |                 |                         |                         |            |            |  |  |       |       |
|  | Suècia                      | 0                           |                         |       |                 |                 |                         |                         |            |            |  |  |       |       |
|  | Suècia                      | 0                           | Alemanya (pen.)         | 1 (4) |                 |                 |                         |                         |            |            |  |  |       |       |
|  | 24 de juny - Leipzig        |                             | Alemanya (pen.)         | 1 (4) |                 |                 |                         |                         |            |            |  |  |       |       |
|  |                             | Argentina                   | 1 (2)                   |       |                 |                 |                         |                         |            |            |  |  |       |       |
|  | Argentina (pròrroga)        | Argentina                   | 1 (2)                   | 2     |                 |                 |                         |                         |            |            |  |  |       |       |
|  | Argentina (pròrroga)        |                             | 4 de juliol - Dortmund  | 2     |                 |                 |                         |                         |            |            |  |  |       |       |
|  | Mèxic                       | 1                           |                         |       |                 |                 |                         |                         |            |            |  |  |       |       |
|  | Mèxic                       | 1                           | Alemanya                | 0     |                 |                 |                         |                         |            |            |  |  |       |       |
|  | 26 de juny - Kaiserslautern |                             | Alemanya                | 0     |                 |                 |                         |                         |            |            |  |  |       |       |
|  |                             | Itàlia (pròrroga)           | 2                       |       |                 |                 |                         |                         |            |            |  |  |       |       |
|  | Itàlia                      | Itàlia (pròrroga)           | 2                       | 1     |                 |                 |                         |                         |            |            |  |  |       |       |
|  | Itàlia                      | 30 de juny - Hamburg        |                         | 1     |                 |                 |                         |                         |            |            |  |  |       |       |
|  | Austràlia                   | 0                           |                         |       |                 |                 |                         |                         |            |            |  |  |       |       |
|  | Austràlia                   | 0                           | Itàlia                  | 3     |                 |                 |                         |                         |            |            |  |  |       |       |
|  | 26 de juny - Colònia        |                             | Itàlia                  | 3     |                 |                 |                         |                         |            |            |  |  |       |       |
|  |                             | Ucraïna                     | 0                       |       |                 |                 |                         |                         |            |            |  |  |       |       |
|  | Suïssa                      | Ucraïna                     | 0                       | 0 (0) |                 |                 |                         |                         |            |            |  |  |       |       |
|  | Suïssa                      |                             | 9 de juliol - Berlín    | 0 (0) |                 |                 |                         |                         |            |            |  |  |       |       |
|  | Ucraïna (pen.)              | 0 (3)                       |                         |       |                 |                 |                         |                         |            |            |  |  |       |       |
|  | Ucraïna (pen.)              | 0 (3)                       | Itàlia (pen.)           | 1 (5) |                 |                 |                         |                         |            |            |  |  |       |       |
|  | 25 de juny - Stuttgart      |                             | Itàlia (pen.)           | 1 (5) |                 |                 |                         |                         |            |            |  |  |       |       |
|  |                             | França                      | 1 (3)                   |       |                 |                 |                         |                         |            |            |  |  |       |       |
|  | Anglaterra                  | França                      | 1 (3)                   | 1     |                 |                 |                         |                         |            |            |  |  |       |       |
|  | Anglaterra                  | 1 de juliol - Gelsenkirchen |                         | 1     |                 |                 |                         |                         |            |            |  |  |       |       |
|  | Equador                     | 0                           |                         |       |                 |                 |                         |                         |            |            |  |  |       |       |
|  | Equador                     | 0                           | Anglaterra              | 0 (1) |                 |                 |                         |                         |            |            |  |  |       |       |
|  | 25 de juny - Nuremberg      |                             | Anglaterra              | 0 (1) |                 |                 |                         |                         |            |            |  |  |       |       |
|  |                             | Portugal (pen.)             | 0 (3)                   |       |                 |                 |                         |                         |            |            |  |  |       |       |
|  | Portugal                    | Portugal (pen.)             | 0 (3)                   | 1     |                 |                 |                         |                         |            |            |  |  |       |       |
|  | Portugal                    |                             | 5 de juliol - Múnic     | 1     |                 |                 |                         |                         |            |            |  |  |       |       |
|  | Països Baixos               | 0                           |                         |       |                 |                 |                         |                         |            |            |  |  |       |       |
|  | Països Baixos               | 0                           | Portugal                | 0     |                 |                 |                         |                         |            |            |  |  |       |       |
|  | 27 de juny - Dortmund       |                             | Portugal                | 0     |                 |                 |                         |                         |            |            |  |  |       |       |
|  |                             | França                      | 1                       |       | Tercer lloc     | Tercer lloc     |                         |                         |            |            |  |  |       |       |
|  | Brasil                      | França                      | 1                       | 3     | Tercer lloc     | Tercer lloc     |                         |                         |            |            |  |  |       |       |
|  | Brasil                      | 1 de juliol - Frankfurt     | 1 de juliol - Frankfurt | 3     |                 |                 | 8 de juliol - Stuttgart | 8 de juliol - Stuttgart |            |            |  |  |       |       |
|  | Ghana                       | 1 de juliol - Frankfurt     | 1 de juliol - Frankfurt | 0     |                 |                 | 8 de juliol - Stuttgart | 8 de juliol - Stuttgart |            |            |  |  |       |       |
|  | Ghana                       | Brasil                      | 0                       | 0     | Alemanya        | 3               |                         |                         |            |            |  |  |       |       |
|  | 27 de juny - Hannover       | Brasil                      | 0                       |       | Alemanya        | 3               |                         |                         |            |            |  |  |       |       |
|  |                             | França                      | 1                       |       | Portugal        | 1               |                         |                         |            |            |  |  |       |       |
|  | Espanya                     | França                      | 1                       | 1     | Portugal        | 1               |                         |                         |            |            |  |  |       |       |
|  | Espanya                     |                             |                         | 1     |                 |                 |                         |                         |            |            |  |  |       |       |
|  | França                      | 3                           |                         |       |                 |                 |                         |                         |            |            |  |  |       |       |
|  | França                      | 3                           |                         |       |                 |                 |                         |                         |            |            |  |  |       |       |

#### Vuitens de final
| 24 de juny de 2006 17:00   |     |        |                                                                                      |
| Alemanya                   | 2-0 | Suècia | Allianz Arena (Múnic) Assistència: 66.000 espectadors Àrbitre: Carlos Simon (Brasil) |
| Podolski 4', 12' Klose MPV |     |        | Allianz Arena (Múnic) Assistència: 66.000 espectadors Àrbitre: Carlos Simon (Brasil) |

| 24 de juny de 2006 21:00     |          |            |                                                                                            |
| Argentina                    | 2-1 (pr) | Mèxic      | Zentralstadion (Leipzig) Assistència: 43.000 espectadors Àrbitre: Massimo Busacca (Suïssa) |
| Crespo 9' Rodríguez 98', MVP |          | Márquez 5' | Zentralstadion (Leipzig) Assistència: 43.000 espectadors Àrbitre: Massimo Busacca (Suïssa) |

| 25 de juny de 2006 17:00 |     |         | |
| Anglaterra               | 1-0 | Equador | Gottlieb-Daimler-Stadion (Stuttgart) Assistència: 52.000 espectadors Àrbitre: Frank De Bleeckere (Bèlgica) |
| Beckham 60' Terry MVP    |     |         | Gottlieb-Daimler-Stadion (Stuttgart) Assistència: 52.000 espectadors Àrbitre: Frank De Bleeckere (Bèlgica) |

| 25 de juny de 2006 21:00 |     |               |                                                                                              |
| Portugal                 | 1-0 | Països Baixos | Frankenstadion (Nuremberg) Assistència: 41.000 espectadors Àrbitre: Valentín Ivanov (Rússia) |
| Maniche 23', MVP         |     |               | Frankenstadion (Nuremberg) Assistència: 41.000 espectadors Àrbitre: Valentín Ivanov (Rússia) |

| 26 de juny de 2006 17:00 |     |           | |
| Itàlia                   | 1-0 | Austràlia | Fritz-Walter-Stadion (Kaiserslautern) Assistència: 46.000 espectadors Àrbitre: Luis Medina Cant. (Espanya) |
| Totti 95' (p) Buffon MVP |     |           | Fritz-Walter-Stadion (Kaiserslautern) Assistència: 46.000 espectadors Àrbitre: Luis Medina Cant. (Espanya) |

| 26 de juny de 2006 21:00 |                |                 |                                                                                                  |
| Suïssa                   | 0-0 (Pen: 0-3) | Ucraïna         | RheinEnergieStadion (Colònia) Assistència: 45.000 espectadors Àrbitre: Armando Archundia (Mèxic) |
|                          |                | Shovkovskyi MVP | RheinEnergieStadion (Colònia) Assistència: 45.000 espectadors Àrbitre: Armando Archundia (Mèxic) |

|  | Penals   |        |     |          |           |  |
|  | Streller | Fallat | 0:0 | Fallat   | Xevtxenko |  |
|  | Barnetta | Fallat | 0:1 | Encertat | Milevsky  |  |
|  | Cabanas  | Fallat | 0:2 | Encertat | Rebrov    |  |
|  |          |        | 0:3 | Encertat | Gusev     |  |

| 27 de juny de 2006 17:00                    |     |       |                                                                                                 |
| Brasil                                      | 3-0 | Ghana | Signal Iduna Park (Dortmund) Assistència: 65.000 espectadors Àrbitre: Luboŝ Michel (Eslovàquia) |
| Ronaldo 5' Adriano 46'+ Zé Roberto 84', MVP |     |       | Signal Iduna Park (Dortmund) Assistència: 65.000 espectadors Àrbitre: Luboŝ Michel (Eslovàquia) |

| 27 de juny de 2006 21:00 |     |                                       |                                                                                        |
| Espanya                  | 1-3 | França                                | AWD-Arena (Hannover) Assistència: 43.000 espectadors Àrbitre: Roberto Rosetti (Itàlia) |
| Villa 27' (p)            |     | Ribery 40' Vieira 83', MVP Zidane 92' | AWD-Arena (Hannover) Assistència: 43.000 espectadors Àrbitre: Roberto Rosetti (Itàlia) |

#### Quarts de final
| 30 de juny de 2006 17:00 |                |           |                                                                                            |
| Alemanya                 | 1-1 (Pen: 4-2) | Argentina | Olympiastadion (Berlín) Assistència: 72.000 espectadors Àrbitre: Ľuboš Micheľ (Eslovàquia) |
| Klose 80' Ballack MVP    |                | Ayala 49' | Olympiastadion (Berlín) Assistència: 72.000 espectadors Àrbitre: Ľuboš Micheľ (Eslovàquia) |

|  | Penals   |          |     |          |           |  |
|  | Neuville | Encertat | 1:1 | Encertat | Cruz      |  |
|  | Ballack  | Encertat | 2:1 | Fallat   | Ayala     |  |
|  | Podolski | Encertat | 3:2 | Encertat | Rodríguez |  |
|  | Borowski | Encertat | 4:2 | Fallat   | Cambiasso |  |

| 30 de juny de 2006 21:00               |     |         |                                                                                          |
| Itàlia                                 | 3-0 | Ucraïna | AOL Arena (Hamburg) Assistència: 50.000 espectadors Àrbitre:Frank De Bleeckere (Bèlgica) |
| Zambrotta 6' Toni 59', 69' Gattuso MVP |     |         | AOL Arena (Hamburg) Assistència: 50.000 espectadors Àrbitre:Frank De Bleeckere (Bèlgica) |

| 1 de juliol de 2006 17:00 |                |          | |
| Anglaterra                | 0-0 (Pen: 1-3) | Portugal | Veltins-Arena (Gelsenkirchen) Assistència: 52.000 espectadors Àrbitre: Horacio Elizondo (Argentina) |
| Hargreaves MVP            |                |          | Veltins-Arena (Gelsenkirchen) Assistència: 52.000 espectadors Àrbitre: Horacio Elizondo (Argentina) |

|  | Penals     |          |     |          |         |  |  |
|  | Lampard    | Fallat   | 0:1 | Encertat | Simão   |  |  |
|  | Hargreaves | Encertat | 1:1 | Fallat   | Viana   |  |  |
|  | Gerrard    | Fallat   | 1:1 | Fallat   | Petit   |  |  |
|  | Carragher  | Fallat   | 1:2 | Encertat | Postiga |  |  |
|  |            |          | 1:3 | Encertat | Ronaldo |  |  |

| 1 de juliol de 2006 21:00 |     |                      |                                                                                                   |
| Brasil                    | 0-1 | França               | Commerzbank-Arena (Frankfurt) Assistència: 48.000 espectadors Àrbitre:Luis Medina Cant. (Espanya) |
|                           |     | Henry 57' Zidane MVP | Commerzbank-Arena (Frankfurt) Assistència: 48.000 espectadors Àrbitre:Luis Medina Cant. (Espanya) |

#### Semifinals
| 4 de juliol de 2006 21:00 |          |                                       |                                                                                                |
| Alemanya                  | 0-2 (pr) | Itàlia                                | Signal Iduna Park (Dortmund) Assistència: 65.000 espectadors Àrbitre: Benito Archundia (Mèxic) |
|                           |          | Grosso 119' Del Piero 121+' Pirlo MVP | Signal Iduna Park (Dortmund) Assistència: 65.000 espectadors Àrbitre: Benito Archundia (Mèxic) |

| 5 de juliol de 2006 21:00 |     |                           |                                                                                          |
| Portugal                  | 0-1 | França                    | Allianz Arena (Múnic) Assistència: 66.000 espectadors Àrbitre: Jorge Larrionda (Uruguai) |
|                           |     | Zidane 33' (p) Thuram MVP | Allianz Arena (Múnic) Assistència: 66.000 espectadors Àrbitre: Jorge Larrionda (Uruguai) |

#### Tercer lloc
| 8 de juliol de 2006 21:00                   |     |                | |
| Alemanya                                    | 3-1 | Portugal       | Gottlieb-Daimler-Stadion (Stuttgart) Assistència: 52.000 espectadors Àrbitre: Toru Kamikawa (Japó) |
| Schweinsteiger 56', 78', MPV Petit 61' (pp) |     | Nuno Gomes 88' | Gottlieb-Daimler-Stadion (Stuttgart) Assistència: 52.000 espectadors Àrbitre: Toru Kamikawa (Japó) |

#### Final
| 9 de juliol de 2006 20:00 |                |               |                                                                                               |
| Itàlia                    | 1-1 (Pen: 5-3) | França        | Olympiastadion (Berlín) Assistència: 69.000 espectadors Àrbitre: Horacio Elizondo (Argentina) |
| Materazzi 19' Pirlo MVP   |                | Zidane 7' (p) | Olympiastadion (Berlín) Assistència: 69.000 espectadors Àrbitre: Horacio Elizondo (Argentina) |

|  | Penals    |          |     |          |           |  |
|  | Pirlo     | Encertat | 1:1 | Encertat | Wiltord   |  |
|  | Materazzi | Encertat | 2:1 | Fallat   | Trezeguet |  |
|  | De Rossi  | Encertat | 3:2 | Encertat | Abidal    |  |
|  | Del Piero | Encertat | 4:3 | Encertat | Sagnol    |  |
|  | Grosso    | Encertat | 5:3 |          |           |  |

| Itàlia        |
| Campió ITÀLIA |

## Premis
- Trofeu Pilota d'or al millor jugador:  Zinédine Zidane
- Trofeu Bota d'or al màxim golejador:  Miroslav Klose
- Trofeu Iaixin al millor porter:  Gianluigi Buffon
- Trofeu al millor jugador jove:  Lukas Podolski
- Trofeu FIFA al joc net: Brasil, Espanya
- Trofeu a l'equip més entretingut: Portugal

### Selecció FIFA's World Cupdel campionat
| Porters                                     | Defenses | Migcampistes | Davanters                                                                      |
| ------------------------------------------- | --- | --- | ------------------------------------------------------------------------------ |
| Gianluigi Buffon · Jens Lehmann · Ricardo · | Roberto Ayala · John Terry · Lilian Thuram · Philipp Lahm · Fabio Cannavaro · Gianluca Zambrotta · Ricardo Carvalho · | Zé Roberto · Patrick Vieira · Zinédine Zidane · Michael Ballack · Andrea Pirlo · Gennaro Gattuso · Luís Figo · Maniche · | Hernan Crespo · Thierry Henry · Miroslav Klose · Francesco Totti · Luca Toni · |

## Classificació final

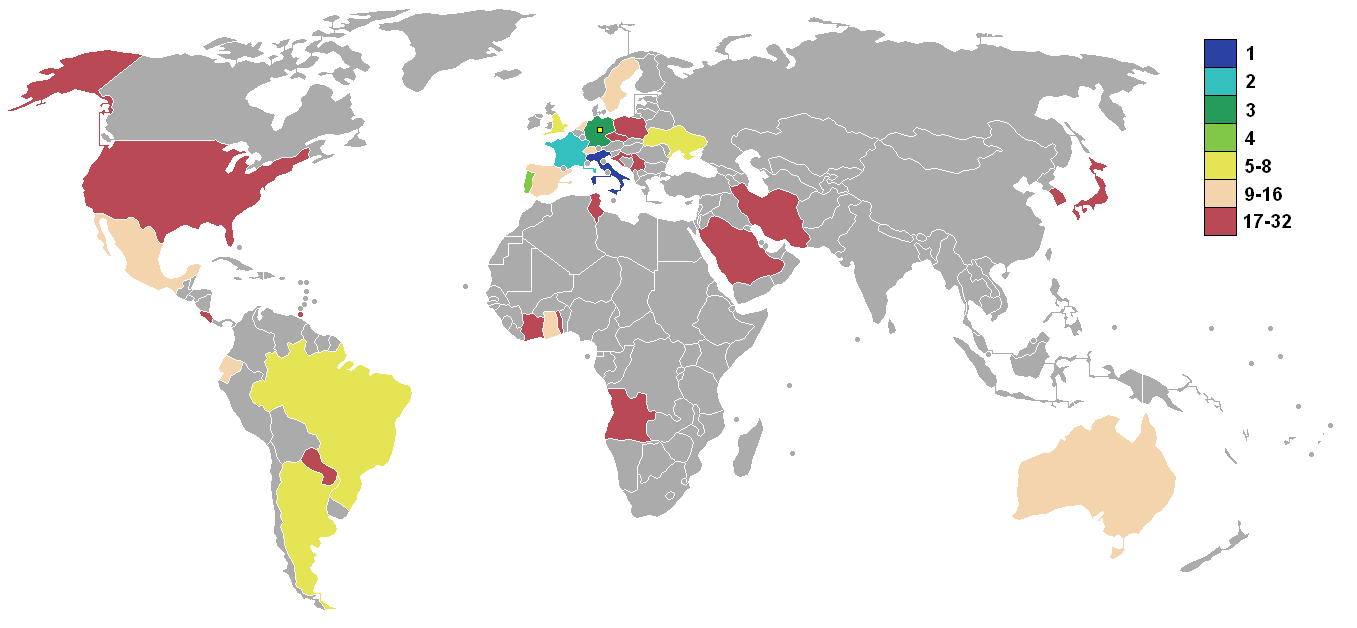
Mapamundi amb la llista de països per ordre de classificació final.

| Equip | Equip               | Pts | PJ | PG | PE | PP | GF | GC | Dif | %     |
| ----- | ------------------- | --- | -- | -- | -- | -- | -- | -- | --- | ----- |
| 1     | Itàlia              | 17  | 7  | 5  | 2  | 0  | 12 | 2  | +10 | 80,9% |
| 2     | França              | 15  | 7  | 4  | 3  | 0  | 9  | 3  | +6  | 71,4% |
| 3     | Alemanya            | 16  | 7  | 5  | 1  | 1  | 14 | 6  | +8  | 76,2% |
| 4     | Portugal            | 13  | 7  | 4  | 1  | 2  | 7  | 5  | +2  | 62,0% |
| 5     | Brasil              | 12  | 5  | 4  | 0  | 1  | 10 | 2  | +8  | 80,0% |
| 6     | Argentina           | 11  | 5  | 3  | 2  | 0  | 11 | 3  | +8  | 73,3% |
| 7     | Anglaterra          | 11  | 5  | 3  | 2  | 0  | 6  | 2  | +4  | 73,3% |
| 8     | Ucraïna             | 7   | 5  | 2  | 1  | 2  | 5  | 7  | -2  | 46,6% |
| 9     | Espanya             | 9   | 4  | 3  | 0  | 1  | 9  | 4  | +5  | 75,0% |
| 10    | Suïssa              | 8   | 4  | 2  | 2  | 0  | 4  | 0  | +4  | 66,6% |
| 11    | Països Baixos       | 7   | 4  | 2  | 1  | 1  | 3  | 2  | +1  | 58,3% |
| 12    | Equador             | 6   | 4  | 2  | 0  | 2  | 5  | 4  | +1  | 50,0% |
| 13    | Ghana               | 6   | 4  | 2  | 0  | 2  | 4  | 6  | -2  | 50,0% |
| 14    | Suècia              | 5   | 4  | 1  | 2  | 1  | 3  | 4  | -1  | 41,6% |
| 15    | Mèxic               | 4   | 4  | 1  | 1  | 2  | 5  | 5  | 0   | 33,3% |
| 16    | Austràlia           | 4   | 4  | 1  | 1  | 2  | 5  | 6  | -1  | 33,3% |
| 17    | Corea del Sud       | 4   | 3  | 1  | 1  | 1  | 3  | 4  | -1  | 44,4% |
| 18    | Paraguai            | 3   | 3  | 1  | 0  | 2  | 2  | 2  | 0   | 33,3% |
| 19    | Costa d'Ivori       | 3   | 3  | 1  | 0  | 2  | 5  | 6  | -1  | 33,3% |
| 20    | República Txeca     | 3   | 3  | 1  | 0  | 2  | 3  | 4  | -1  | 33,3% |
| 21    | Polònia             | 3   | 3  | 1  | 0  | 2  | 2  | 4  | -2  | 33,3% |
| 22    | Croàcia             | 2   | 3  | 0  | 2  | 1  | 2  | 3  | -1  | 22,2% |
| 23    | Angola              | 2   | 3  | 0  | 2  | 1  | 1  | 2  | -1  | 22,2% |
| 24    | Tunísia             | 1   | 3  | 0  | 1  | 2  | 3  | 6  | -3  | 11,1% |
| 25    | Estats Units        | 1   | 3  | 0  | 1  | 2  | 2  | 6  | -4  | 11,1% |
| 25    | Iran                | 1   | 3  | 0  | 1  | 2  | 2  | 6  | -4  | 11,1% |
| 27    | Trinitat i Tobago   | 1   | 3  | 0  | 1  | 2  | 0  | 4  | -4  | 11,1% |
| 28    | Japó                | 1   | 3  | 0  | 1  | 2  | 2  | 7  | -5  | 11,1% |
| 28    | Aràbia Saudita      | 1   | 3  | 0  | 1  | 2  | 2  | 7  | -5  | 11,1% |
| 30    | Togo                | 0   | 3  | 0  | 0  | 3  | 1  | 6  | -5  | 0,0%  |
| 31    | Costa Rica          | 0   | 3  | 0  | 0  | 3  | 3  | 9  | -6  | 0,0%  |
| 32    | Sèrbia i Montenegro | 0   | 3  | 0  | 0  | 3  | 2  | 10 | -8  | 0,0%  |

## Golejadors
El màxim golejador del campionat rep el trofeu Bota d'Or d'Adidas.
| 5 gols - Miroslav Klose 3 gols - Hernán Crespo - Maxi Rodríguez - Ronaldo - Thierry Henry - Zinédine Zidane - Lukas Podolski - Fernando Torres - David Villa 2 gols - Tim Cahill - Adriano - Paulo Wanchope - Aruna Dindane - Tomáš Rosický - Agustín Delgado - Carlos Tenorio - Steven Gerrard - Patrick Vieira - Bastian Schweinsteiger - Marco Materazzi - Luca Toni - Omar Bravo - Bartosz Bosacki - Maniche - Alexander Frei - Andrí Xevtxenko 1 gol - Flávio Amado - Roberto Ayala - Esteban Cambiasso - Lionel Messi - Javier Saviola - Carlos Tévez - John Aloisi - Harry Kewell | - Craig Moore - Fred - Gilberto Melo - Juninho - Kaká - Zé Roberto - Rónald Gómez - Didier Drogba - Bonaventure Kalou - Bakary Koné - Niko Kovač - Darijo Srna - Jan Koller - Iván Kaviedes - David Beckham - Joe Cole - Peter Crouch - Franck Ribéry - Torsten Frings - Philipp Lahm - Oliver Neuville - Stephen Appiah - Haminu Dramani - Asamoah Gyan - Sulley Ali Muntari - Sohrab Bakhtiarizadeh - Yahya Golmohammadi - Alessandro del Piero - Alberto Gilardino - Fabio Grosso - Vincenzo Iaquinta - Filippo Inzaghi - Andrea Pirlo - Francesco Totti - Gianluca Zambrotta - Shunsuke Nakamura - Keiji Tamada - Ahn Jung-hwan - Lee Chun-Soo | - Park Ji-Sung - Francisco Fonseca - Rafael Márquez - Zinha - Ruud van Nistelrooij - Robin van Persie - Arjen Robben - Nelson Cuevas - Deco - Nuno Gomes - Pauleta - Cristiano Ronaldo - Simão Sabrosa - Sami Al-Jaber - Yasser Al-Qahtani - Saša Ilić - Nikola Žigić - Xabi Alonso - Juanito Gutiérrez - Raúl González - Marcus Allbäck - Henrik Larsson - Fredrik Ljungberg - Tranquillo Barnetta - Philippe Senderos - Mohamed Kader - Radhi Jaidi - Ziad Jaziri - Jaouhar Mnari - Clint Dempsey - Maksim Kalynychenko - Serhí Rebrov - Andriy Rusol Gols en porteria pròpia - Cristian Zaccardo (1) - Carlos Gamarra (1) - Petit (1) - Brent Sancho (1) |

## Estadístiques

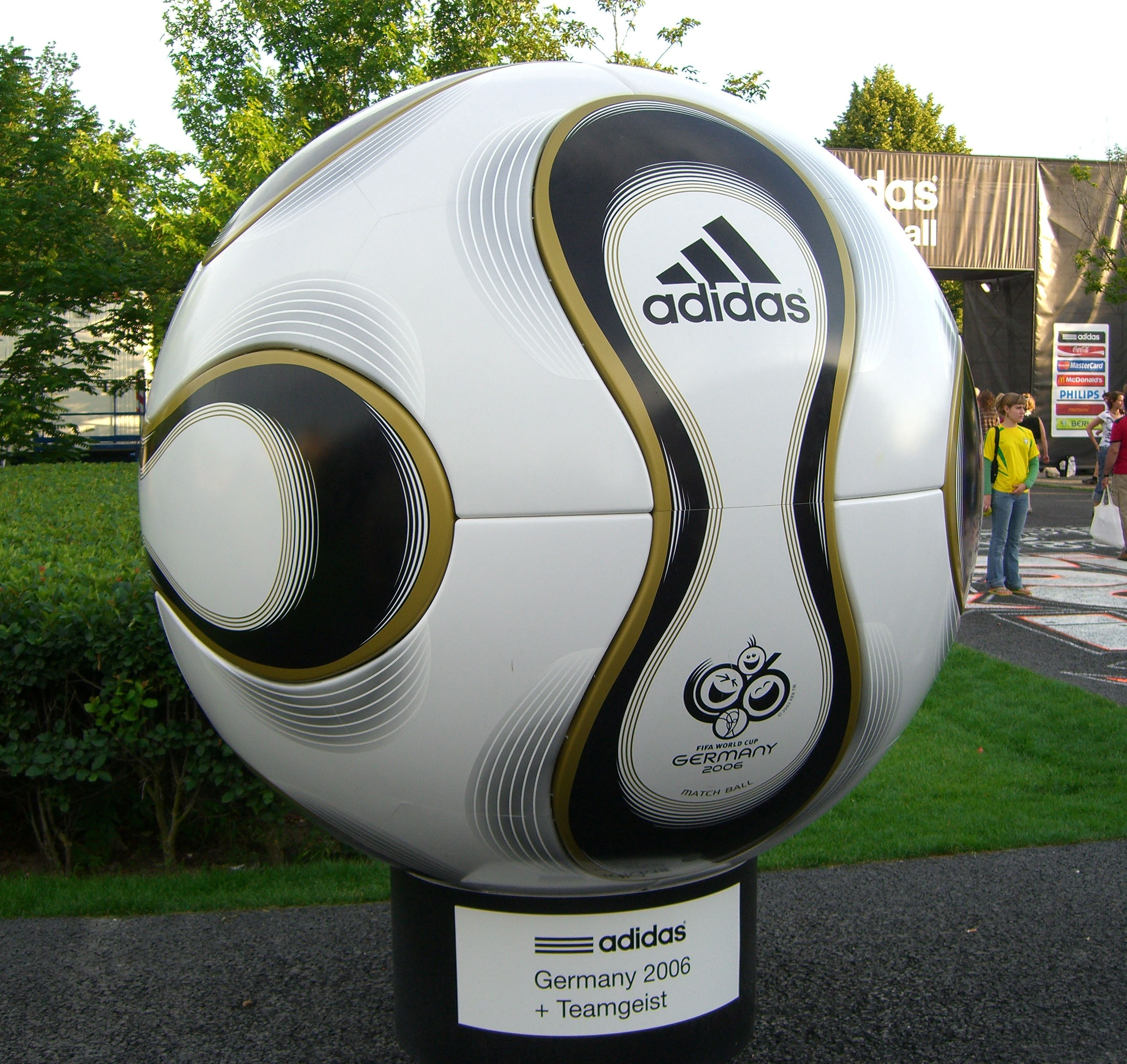
Teamgeist™ ("esperit d'equip"), és la pilota oficial del campionat.

- Gols a favor: 1. Alemanya 13; 2. Itàlia 12; 3. Brasil 11; 4. França i Espanya, 9; 6. Portugal, 7; 7. Equador, Mèxic, Anglaterra, Ucraïna, Costa d'Ivori i Austràlia, 5.
- Rematades a gol: 1. Alemanya 113 (50); 2. Portugal 100 (51); 3. Itàlia 83 (48); 4. França 77 (35); 5. Espanya 69 (35); 6. Brasil 68 (37).
- Menys golejats: 1. Suïssa 0; 2. Itàlia 2; 3. Anglaterra, Paraguai, Brasil, Països Baixos i Angola, 2; 8. França, Croàcia i Argentina, 3; 11. Corea del Sud, República Txeca, Espanya, Trinitat i Tobago, Equador, Suècia i Polònia,4
- Faltes comeses: 1. Alemanya i França 125; 3. Portugal 121; 4.Ucraïna 108; 5. Itàlia 106; 6. Argentina 101; 7. Ghana 100; 8. Austràlia 98; 9. Mèxic 91; 10. Països Baixos 85.
- Faltes sofertes: 1. Itàlia 152; 2. Alemanya 133; 3. França 126; 4. Portugal 116; 5. Argentina 106; 6. Ucraïna 93; 7. Brasil, 91
- Targetes grogues: 1. Portugal 24; 2. Ghana 18; 3. França 16; 4. Països Baixos 16; 5. Tunis 14; 6. Argentina, Sèrbia i Montenegro, Alemanya, Mèxic, Suïssa i Ucraïna, 12.